# Anartodes rangnovi
Anartodes rangnovi là một loài bướm đêm trong họ Noctuidae.